# Гончаров, Василий Софронович
Василий Сафронович Гончаров (5 марта 1894 — 11 сентября 1941) — генерал-майор Рабоче-крестьянской Красной Армии, участник Гражданской войны.

## Биография
Родился в марте 1894 года на хуторе Долгом Сальского округа Области Войска Донского в семье крестьянина, русский. После окончания сельской школы работал в сельском хозяйстве. В феврале 1916 года был призван на службу в царскую армию. Участвовал в боях Первой мировой войны, был артиллеристом на Турецком фронте. После Февральской революции руководил дивизионным комитетом. В феврале 1918 года пошёл на службу в Рабоче-крестьянскую Красную Армию. Участвовал в боях Гражданской войны, будучи командиром артиллерийских взвода, батареи. В 1919 году в бою был тяжело контужен. Неоднократно отличался в боях.
Приказом Революционного Военного Совета Республики № 41 в 1921 году командир батареи 4-го конно-артиллерийского дивизиона Василий Гончаров был награждён орденом Красного Знамени РСФСР.
После окончания Гражданской войны продолжил службу в армии. В 1924 году окончил Высшую артиллерийскую школу командного состава, в 1931 году — курсы усовершенствования командного состава, в 1936 году — Военную академию имени М. В. Фрунзе. В 1920-е годы командовал артиллерийским дивизионом, в 1930-х годах — артиллерийским полком. С 1940 года — начальник артиллерии 35-го стрелкового корпуса, затем – начальник артиллерии армейской кавалерийской группы. Член ВКП(б) с 1931 года.
Активно участвовал в Великой Отечественной войне. Командовал артиллерией 34-й армии Северо-Западного фронта.
По приказу Льва Мехлиса Гончаров был расстрелян 11 сентября 1941 года в деревне Заборовье Валдайского района Новгородской области во внесудебном порядке перед строем штаба армии по обвинению в невыполнении приказа командования фронта, за дезорганизацию в управлении артиллерией армии, личную трусость и непринятие мер для спасения матчасти.
Приказом Министра Обороны СССР (без номера) от «___» сентября 1957 года (дата в документе также отсутствует) за подписью заместителя Министра Обороны СССР Маршала Советского Союза И. С. Конева, в связи с жалобой сына Гончарова была проведена проверка правильности его расстрела, которой установлено, что никаких материалов, подтверждающих вину Гончарова, не имеется, следствие не проводилось, объяснения генерала о причинах тяжелого положения, в котором оказалась артиллерия армии, проверены не были. Архивными оперативными материалами, имеющимися в Генеральном штабе, вина Гончарова «за неудачи войск 34 армии» также не подтвердилась. Далее в приказе делается вывод: «решение о его расстреле без суда и следствия надо считать необоснованным, принятым без учета всех обстоятельств, в которых действовали войска 34 армии в сентябре 1941 г.»<>Мой прадед – моя гордость! Гончаров Василий Сафронович</>. Резолютивная часть этого приказа гласила: «Считать расстрел генерал-майора артиллерии Гончарова Василия Сафроновича необоснованным. Гончарова посмертно реабилитировать»
15 октября 2002 года решением Главной военной прокуратуры Российской Федерации Гончаров был признан жертвой необоснованных репрессий и посмертно полностью реабилитирован.